# Хайнбух, Детлеф
Детлеф Ульрих Хайнбух (нем. Detlef Ulrich Heinbuch; род. 9 января 1961) — немецкий шахматист, международный мастер (1986).
В составе сборной ФРГ участник шахматной олимпиады 1986 г. и командного турнира северных стран 1985 г.
Серебряный призёр чемпионата Северного Рейна — Вестфалии 1984 г.
Постоянный участник соревнований Бундеслиги с 1981 до 2003 гг., участник соревнований немецких региональных лиг.
Участник ряда традиционных опен-турниров (Politiken Cup, Berlin Sommer и др.).

## Основные спортивные результаты
| Год  | Город         | Соревнование                                             | + | − | = | Результат | Место       |
| ---- | ------------- | -------------------------------------------------------- | - | - | - | --------- | ----------- |
| 1982 | Копенгаген    | Politiken Cup                                            | 3 | 4 | 3 | 4½ из 10  | [ 1 ] [ 2 ] |
| 1983 | Детмольд      | Чемпионат Северного Рейна — Вестфалии                    | 4 | 6 | 3 | 5½ из 13  | 10—11       |
| 1984 | Бад-Эйнхаузен | Чемпионат Северного Рейна — Вестфалии                    | 5 | 2 | 8 | 9 из 15   | 2—4         |
| 1985 | Похья         | Командный турнир северных стран (сборная ФРГ, ?-я доска) | 4 | 1 | 2 | 5 из 7    |             |
| 1986 | Дубай         | XXVII Олимпиада (сборная ФРГ, запасной)                  | 2 | 2 | 3 | 3½ из 7   |             |
| 1987 | Амстердам     | Международный турнир                                     | 2 | 4 | 3 | 3½ из 9   | 22—25       |
| 1995 | Бонн          | Международный турнир                                     | 0 | 7 | 4 | 2 из 11   | 12          |

## Изменения рейтинга
| Графики недоступны из-за технических проблем. См. информацию на Фабрикаторе и на mediawiki.org. |